# El Jagüey, Lagos de Moreno
El Jagüey är en ort i Mexiko.   Den ligger i kommunen Lagos de Moreno och delstaten Jalisco, i den centrala delen av landet, 400 km nordväst om huvudstaden Mexico City. El Jagüey ligger 1 913 meter över havet och antalet invånare är 104.
Terrängen runt El Jagüey är platt åt sydost, men åt nordväst är den kuperad. Runt El Jagüey är det ganska glesbefolkat, med 48 invånare per kvadratkilometer. Närmaste större samhälle är Lagos de Moreno, 7,5 km öster om El Jagüey. I omgivningarna runt El Jagüey växer huvudsakligen savannskog.